# Parafia św. Apostołów Piotra i Pawła w Tucznie
Parafia Świętych Apostołów Piotra i Pawła w Tucznie jest jedną z 9 parafii leżącą w granicach dekanatu złotnickiego. Erygowana w XIII wieku.

## Dokumenty
Księgi metrykalne: 
- ochrzczonych od 1886 roku
- małżeństw od 1921 roku
- zmarłych od 1914 roku